# División Intermedia 2015
El campeonato de la División Intermedia 2015, denominado "Hugo Benjamín Galeano Serafini y José Hugo Bogado Vaceque", es la 98.ª edición de un campeonato de Segunda División y la 19.ª edición de la División Intermedia, desde la creación de la división en 1997. Es organizado por la Asociación Paraguaya de Fútbol, se inició el 11 de abril de 2015 y cuenta con 16 clubes participantes.
El club River Plate se coronó campeón en forma anticipada en la fecha 28, así mismo había asegurado su ascenso en la fecha anterior (fecha 27), el club General Caballero ZC fue el subcampeón, y también logró su ascenso a la Primera División. Al otro extremo, los clubes 12 de Octubre (I) y Tacuary descendieron a la Primera División B y el club Carapeguá descendió a la Primera División B Nacional. 
Los equipos nuevos en la categoría fueron los ascendidos Deportivo Liberación, campeón del Nacional de Interligas 2013/14; Club Cristóbal Colón, campeón de la Primera B; y Club Fernando de la Mora, subcampeón de la Primera B y ganador del repechaje ante el campeón de la Primera B Nacional. Además, de 3 de febrero y 12 de Octubre, ambos descendidos de la Primera División.

## Sistema de competición
Se mantiene al igual que en los últimos años el formato de tipo liga, es decir todos contra todos a partidos de ida y vuelta. Es decir, cuenta con dos rondas compuestas por quince jornadas cada una con localía invertida. Se consagrará campeón el club que sume la mayor cantidad de puntos al cabo de las 30 fechas. En caso de producirse igualdad en puntaje entre dos clubes (por el campeonato, el ascenso o el descenso), para definir posiciones se debe recurrir a un partido extra. Si son más de dos clubes, se resuelve según los siguientes parámetros:
1) saldo de goles;
2) mayor cantidad de goles marcados;
3) mayor cantidad de goles marcados en condición de visitante;
4) sorteo.

## Ascensos y descensos
| Pos | Ascendidos a Primera División |
| --- | ----------------------------- |
| 1º  | Sportivo San Lorenzo          |
| 2º  | Deportivo Santaní             |

| Pos | Descendidos a Primera B Nacional |
| --- | -------------------------------- |
| 14º | Paranaense                       |
| 15º | Cerro Porteño PF                 |

| Pos | Descendido a Primera B |
| --- | ---------------------- |
| 16º | Olimpia de Itá         |

| Pos | Descendidos de la Primera División |
| --- | ---------------------------------- |
| 11º | 3 de Febrero CDE                   |
| 12º | 12 de Octubre (Itauguá)            |

| Pos | Ascendidos de la Primera B                  |
| --- | ------------------------------------------- |
| 1º  | Cristóbal Colón                             |
| 2º  | Fernando de la Mora (ganador del repechaje) |

| Pos | Ascendido del Nacional de Interligas |
| --- | ------------------------------------ |
| 1º  | Deportivo Liberación                 |

## Producto de la clasificación
- El torneo consagrará al 19.º campeón en la historia de la División Intermedia (desde su creación en 1997) y al 98.º ganador de la Segunda División de Paraguay.
- El campeón y subcampeón del torneo, obtendrán directamente su ascenso a la Primera División.
- Los tres equipos que finalicen últimos en la tabla de promedios descenderán, si son clubes del área metropolitana de Asunción a la Primera B y los clubes del interior a la Primera B Nacional.[5]

### Distribución geográfica de los equipos
| Región                      | Nº | Equipos                                                                                               |
| --------------------------- | -- | --- |
| Distrito Capital            | 7  | Gral. Caballero, Independiente, Resistencia, River Plate, Fernando de la Mora, Tacuary y Trinidense.  |
| Departamento Central        | 4  | Sport Colombia (Fernando de la Mora), Cristóbal Colón (Ñemby), Iteño (Itá) y 12 de Octubre (Itauguá). |
| Departamento de Alto Paraná | 1  | 3 de febrero (Ciudad del Este).                                                                       |
| Departamento de San Pedro   | 1  | Liberación                                                                                            |
| Departamento de Cordillera  | 1  | Caacupé                                                                                               |
| Departamento de Caaguazú    | 1  | Caaguazú                                                                                              |
| Departamento de Paraguarí   | 1  | Carapeguá                                                                                             |

## Cobertura Televisiva
El Canal Tigo Sports es el encargado de transmitir los partidos del Campeonato de Segunda División, emitiendo en vivo hasta dos partidos por jornada, cuyo resumen es presentado semanalmente a través del programa Un sueño de Primera y El Ascenso.

## Equipos participantes
| Club                 | Fundación                | Ciudad              | Estadio                | Capacidad |
| -------------------- | ------------------------ | ------------------- | ---------------------- | --------- |
| General Caballero ZC | 6 de septiembre de 1918  | Asunción            | Hugo Bogado Vaceque    | 5000      |
| Independiente        | 20 de septiembre de 1925 | Asunción            | Ricardo Gregor         | 3500      |
| Resistencia          | 27 de diciembre de 1917  | Asunción            | Tomás Began Correa     | 3500      |
| River Plate          | 15 de enero de 1911      | Asunción            | Estadio River Plate    | 5000      |
| Tacuary              | 10 de diciembre de 1923  | Asunción            | Toribio Vargas         | 3000      |
| Trinidense           | 11 de agosto de 1935     | Asunción            | Martín Torres          | 3000      |
| Deportivo Liberación | 26 de septiembre de 2014 | Liberación          | Liberación             | 3500      |
| Caacupé FBC          | 3 de diciembre de 2012   | Caacupé             | Teniente Fariña        | 2500      |
| Deportivo Caaguazú   | 16 de septiembre de 2008 | Caaguazú            | Federico Llamosas      | 7000      |
| Sportivo Carapeguá   | 3 de septiembre de 2010  | Carapeguá           | Municipal              | 9000      |
| 3 de febrero         | 20 de noviembre de 1970  | Ciudad del Este     | Antonio Aranda         | 28 000    |
| Fernando de la Mora  | 25 de diciembre de 1925  | Asunción            | Emiliano Ghezzi        | 6000      |
| Sport Colombia       | 1 de noviembre de 1924   | Fernando de la Mora | Alfonso Colmán         | 7000      |
| Cristóbal Colón      | 25 de octubre de 1925    | Ñemby               | Pablo Patricio Bogarín | 2500      |
| Sportivo Iteño       | 1 de junio de 1924       | Itá                 | Salvador Morga         | 4500      |
| 12 de Octubre        | 14 de agosto de 1914     | Itauguá             | Juan Canuto Pettengill | 9000      |

## Clasificación
| Pos | Equipo                      | PJ | PG | PE | PP | GF | GC | DG  | PTS |
| --- | --------------------------- | -- | -- | -- | -- | -- | -- | --- | --- |
| 1.  | River Plate                 | 30 | 15 | 11 | 4  | 42 | 28 | 14  | 56  |
| 2.  | General Caballero ZC        | 30 | 14 | 10 | 6  | 45 | 33 | 12  | 52  |
| 3.  | Liberación                  | 30 | 14 | 8  | 8  | 39 | 31 | 8   | 50  |
| 4.  | Fernando de la Mora (*)(**) | 30 | 15 | 8  | 7  | 45 | 25 | 20  | 47  |
| 5.  | Caaguazú                    | 30 | 12 | 10 | 8  | 33 | 26 | 7   | 46  |
| 6.  | Iteño(**)                   | 30 | 11 | 10 | 9  | 33 | 32 | 1   | 46  |
| 7.  | Resistencia                 | 30 | 11 | 12 | 7  | 29 | 23 | 6   | 45  |
| 8.  | 3 de febrero CDE (*)        | 30 | 8  | 16 | 6  | 27 | 18 | 9   | 43  |
| 9.  | Cristóbal Colón (Ñ)         | 30 | 12 | 6  | 12 | 45 | 48 | -3  | 42  |
| 10. | Caacupé FBC                 | 30 | 12 | 5  | 13 | 43 | 38 | 5   | 41  |
| 11. | Independiente               | 30 | 8  | 10 | 12 | 39 | 44 | -5  | 34  |
| 12. | Trinidense                  | 30 | 6  | 11 | 13 | 34 | 43 | -9  | 29  |
| 13. | Sport Colombia              | 30 | 5  | 14 | 11 | 27 | 42 | -15 | 29  |
| 14. | Tacuary                     | 30 | 5  | 12 | 13 | 22 | 30 | -8  | 27  |
| 15. | Carapeguá                   | 30 | 4  | 14 | 12 | 32 | 50 | -18 | 26  |
| 16. | 12 de Octubre (I)           | 30 | 4  | 11 | 15 | 28 | 52 | -24 | 23  |

 Pos=Posición; PJ=Partidos jugados; PG=Partidos ganados; PE=Partidos empatados; PP=Partidos perdidos; Pts=Puntos
 GF=Goles a favor; GC=Goles en contra; DG=Diferencia de gol
|  | Ascendido a Primera División |

(*)3 de febrero CDE le ganó una protesta al Fernando de la Mora por el partido de la 19.ª fecha, por lo que se le asignaron los tres puntos de ese partido.
(**) Iteño le ganó una protesta al Fernando de la Mora por el partido de la 20.ª fecha, por lo que se le asignaron los tres puntos de ese partido.

## Puntaje promedio
El promedio de puntos de un club es el cociente que se obtiene de la división de su puntaje acumulado en las últimas tres temporadas en la división, por la cantidad de partidos que haya jugado durante dicho período. Este determina, al final de cada temporada, el descenso de los equipos que acaben en los tres últimos lugares de la tabla. Clubes de Asunción o alrededores descienden a la Primera B. En tanto que equipos del resto del país descienden al Nacional B. Para esta temporada se promediarán los puntajes acumulados de la temporada 2013, 2014, además de los puntos de la presente. 
- Actualizado el 4 de octubre de 2015.

| Pos | Club                 | Prom  | PT  | PJ | 2013 | 2014 | 2015 |
| --- | -------------------- | ----- | --- | -- | ---- | ---- | ---- |
| 1º  | Deportivo Liberación | 1,666 | 50  | 30 | -    | -    | 50   |
| 2º  | Fernando de la Mora  | 1,566 | 47  | 30 | -    | -    | 47   |
| 3º  | Sportivo Iteño       | 1,550 | 93  | 60 | -    | 47   | 46   |
| 4º  | Deportivo Caaguazú   | 1,516 | 91  | 60 | -    | 45   | 46   |
| 5º  | 3 de febrero CDE     | 1,433 | 43  | 30 | -    | -    | 43   |
| 6º  | River Plate          | 1,422 | 128 | 90 | 33   | 39   | 56   |
| 7º  | Resistencia          | 1,411 | 127 | 90 | 35   | 47   | 45   |
| 8º  | Cristóbal Colón (Ñ)  | 1,400 | 42  | 30 | -    | -    | 42   |
| 9º  | General Caballero ZC | 1,388 | 125 | 90 | 39   | 34   | 52   |
| 10º | Independiente        | 1,388 | 125 | 90 | 47   | 44   | 34   |
| 11º | Sportivo Trinidense  | 1,344 | 121 | 90 | 49   | 43   | 29   |
| 12º | Caacupé FBC          | 1,300 | 117 | 90 | 38   | 38   | 41   |
| 13º | Sport Colombia       | 1,300 | 117 | 90 | 47   | 41   | 29   |
| 14º | Tacuary              | 1,233 | 111 | 90 | 48   | 36   | 27   |
| 15º | Sportivo Carapeguá   | 1,033 | 62  | 60 | -    | 36   | 26   |
| 16º | 12 de Octubre (I)    | 0,766 | 23  | 30 | -    | -    | 23   |

 Pos=Posición; Prom=Promedio; PT=Puntaje total; PJ=Partidos jugados
|  | Descendidos a Primera División B |

|  | Descendidos a Primera División Nacional B |

## Campeón
|                       |
| River Plate 3º título |

## Resultados
El horario de los partidos corresponde al empleado en Paraguay: estándar (UTC-4) y horario de verano (UTC-3).
| General Caballero ZC | 0 - 1 | River Plate         | Hugo Bogado Vaceque      | 11 de abril | 15:00 | Tigo Sports |
| Trinidense           | 3 - 1 | Carapeguá           | Martín Torres            | 12 de abril | 10:00 |             |
| Tacuary              | 0 - 1 | Caaguazú            | Emiliano Ghezzi          | 12 de abril | 15:30 |             |
| Cristóbal Colón      | 1 - 5 | Caacupé             | Pablo Patricio Bogarín   | 12 de abril | 15:30 |             |
| Sport Colombia       | 0 - 2 | Resistencia         | Alfonso Colmán           | 12 de abril | 15:30 |             |
| Liberación           | 1 - 2 | Fernando de la Mora | Asteria Mendoza de Choré | 12 de abril | 15:30 |             |
| Independiente        | 1 - 1 | Iteño               | Ricardo Gregor           | 12 de abril | 15:30 |             |
| 3 de Febrero         | 4 - 0 | 12 de Octubre       | Antonio Aranda           | 12 de abril | 16:00 |             |

| 12 de Octubre       | 1 - 3 | Iteño                | Juan Canuto Pettengill | 17 de abril | 18:00 | Tigo Sports |
| River Plate         | 2 - 0 | Cristóbal Colón      | River Plate            | 18 de abril | 10:00 | Tigo Sports |
| Resistencia         | 1 - 1 | Trinidense           | Tomás Began Correa     | 18 de abril | 15:15 |             |
| Fernando de la Mora | 2 - 1 | General Caballero ZC | Adrián Jara            | 18 de abril | 17:00 |             |
| Tacuary             | 1 - 1 | Independiente        | Martín Torres          | 19 de abril | 10:00 | Tigo Sports |
| Caaguazú            | 0 - 0 | Sport Colombia       | Federico Llamosas      | 19 de abril | 15:15 |             |
| Carapeguá           | 0 - 0 | Liberación           | Municipal              | 19 de abril | 15:15 |             |
| Caacupé             | 2 - 1 | 3 de febrero         | Teniente Fariña        | 19 de abril | 15:30 |             |

| Trinidense           | 1 - 2 | Caaguazú            | Martín Torres          | 25 de abril | 10:00 | Tigo Sports |
| Independiente        | 2 - 1 | 12 de Octubre       | Ricardo Gregor         | 26 de abril | 15:15 |             |
| Iteño                | 1 - 3 | Caacupé             | Salvador Morga         | 26 de abril | 15:15 |             |
| Cristóbal Colón      | 3 - 2 | Fernando de la Mora | Pablo Patricio Bogarín | 26 de abril | 15:15 |             |
| General Caballero ZC | 1 - 1 | Carapeguá           | Hugo Bogado Vaceque    | 26 de abril | 15:15 |             |
| Liberación           | 1 - 0 | Resistencia         | Asteria Mendoza        | 26 de abril | 15:15 |             |
| Sport Colombia       | 1 - 1 | Tacuary             | Alfonso Colmán         | 26 de abril | 15:15 |             |
| 3 de febrero         | 2 - 2 | River Plate         | Antonio Aranda         | 26 de abril | 16:30 |             |

| Tacuary             | 1 - 1 | Trinidense           | Ricardo Gregor     | 1 de mayo | 10:00 | Tigo Sports |
| Fernando de la Mora | 2 - 0 | 3 de febrero         | Emiliano Ghezzi    | 1 de mayo | 17:00 |             |
| Caacupé             | 1 - 0 | 12 de Octubre        | Teniente Fariña    | 2 de mayo | 10:00 | Tigo Sports |
| Sport Colombia      | 1 - 1 | Independiente        | Alfonso Colmán     | 2 de mayo | 15:15 |             |
| Resistencia         | 0 - 0 | General Caballero ZC | Tomás Began Correa | 2 de mayo | 15:15 |             |
| Carapeguá           | 0 - 2 | Cristóbal Colón      | Municipal          | 2 de mayo | 15:15 |             |
| River Plate         | 1 - 0 | Iteño                | River Plate        | 3 de mayo | 10:00 |             |
| Caaguazú            | 0 - 2 | Liberación           | Federico Llamosas  | 3 de mayo | 15:00 |             |

| Independiente        | 2 - 0 | Caacupé             | Ricardo Gregor         | 6 de mayo | 15:15 |  |
| Iteño                | 2 - 2 | Fernando de la Mora | Salvador Morga         | 6 de mayo | 15:15 |  |
| Cristóbal Colón      | 2 - 0 | Resistencia         | Pablo Patricio Bogarín | 6 de mayo | 15:15 |  |
| General Caballero ZC | 1 - 0 | Caaguazú            | Hugo Bogado Vaceque    | 6 de mayo | 15:15 |  |
| Liberación           | 1 - 1 | Tacuary             | Asteria Mendoza        | 6 de mayo | 15:15 |  |
| Trinidense           | 1 - 1 | Sport Colombia      | Martín Torres          | 6 de mayo | 15:15 |  |
| 12 de Octubre        | 1 - 2 | River Plate         | Juan Canuto Pettengill | 6 de mayo | 17:30 |  |
| 3 de febrero         | 3 - 3 | Carapeguá           | Antonio Aranda         | 6 de mayo | 18:30 |  |

| River Plate         | 1 - 0 | Caacupé              | River Plate        | 9 de mayo  | 10:00 | Tigo Sports |
| Fernando de la Mora | 1 - 1 | 12 de Octubre        | Emiliano Ghezzi    | 10 de mayo | 10:00 | Tigo Sports |
| Resistencia         | 0 - 0 | 3 de febrero         | Tomás Began Correa | 10 de mayo | 10:00 |             |
| Caaguazú            | 3 - 1 | Cristóbal Colón      | Federico Llamosas  | 10 de mayo | 15:00 |             |
| Carapeguá           | 1 - 1 | Iteño                | Municipal          | 10 de mayo | 15:15 |             |
| Trinidense          | 2 - 1 | Independiente        | Martín Torres      | 10 de mayo | 15:15 |             |
| Tacuary             | 2 - 2 | General Caballero ZC | La Arboleda        | 10 de mayo | 15:15 |             |
| Sport Colombia      | 1 - 2 | Liberación           | Alfonso Colmán     | 10 de mayo | 15:15 |             |

| General Caballero ZC | 3 - 0 | Sport Colombia      | Hugo Bogado Vaceque    | 16 de mayo | 15:00 |             |
| Independiente        | 0 - 2 | River Plate         | Ricardo Gregor         | 17 de mayo | 10:00 | Tigo Sports |
| 12 de Octubre        | 2 - 2 | Carapeguá           | Juan Canuto Pettengill | 17 de mayo | 15:00 |             |
| 3 de Febrero         | 1 - 0 | Caaguazú            | Antonio Aranda         | 17 de mayo | 15:00 |             |
| Liberación           | 2 - 1 | Trinidense          | Asteria Mendoza        | 17 de mayo | 15:00 |             |
| Iteño                | 2 - 1 | Resistencia         | Salvador Morga         | 17 de mayo | 15:00 |             |
| Cristóbal Colón      | 0 - 0 | Tacuary             | Pablo Patricio Bogarín | 17 de mayo | 15:00 |             |
| Caacupé              | 0 - 0 | Fernando de la Mora | Teniente Fariña        | 17 de mayo | 15:15 |             |

| Fernando de la Mora | 1 - 2 | River Plate          | Emiliano Ghezzi     | 23 de mayo | 10:00 | Tigo Sports |
| Sport Colombia      | 1 - 2 | Cristóbal Colón      | Alfonso Colmán      | 23 de mayo | 15:00 |             |
| Tacuary             | 0 - 0 | 3 de febrero CDE     | Hugo Bogado Vaceque | 23 de mayo | 15:00 |             |
| Liberación          | 1 - 1 | Independiente        | Asteria Mendoza     | 24 de mayo | 15:00 |             |
| Resistencia         | 1 - 0 | 12 de Octubre (I)    | Tomás Began Correa  | 24 de mayo | 15:00 |             |
| Trinidense          | 1 - 3 | General Caballero ZC | Martín Torres       | 24 de mayo | 15:00 |             |
| Carapeguá           | 1 - 0 | Caacupé              | Municipal           | 24 de mayo | 15:00 |             |
| Caaguazú            | 0 - 1 | Iteño                | Federico Llamosas   | 24 de mayo | 15:00 |             |

| River Plate          | 1 - 1 | Carapeguá           | River Plate            | 30 de mayo | 10:00 | Tigo Sports |
| General Caballero ZC | 1 - 1 | Liberación          | Hugo Bogado Vaceque    | 30 de mayo | 14:45 |             |
| Independiente        | 1 - 1 | Fernando de la Mora | Ricardo Gregor         | 30 de mayo | 15:00 |             |
| 3 de Febrero CDE     | 4 - 0 | Sport Colombia      | Antonio Aranda         | 30 de mayo | 15:00 |             |
| 12 de Octubre (I)    | 2 - 2 | Caaguazú            | Juan Canuto Pettengill | 30 de mayo | 15:00 |             |
| Caacupé              | 0 - 1 | Resistencia         | Teniente Fariña        | 30 de mayo | 16:00 |             |
| Iteño                | 2 - 1 | Tacuary             | Salvador Morga         | 31 de mayo | 15:00 |             |
| Cristóbal Colón (Ñ)  | 0 - 1 | Trinidense          | Pablo Patricio Bogarín | 31 de mayo | 15:00 |             |

| Liberación           | 1 - 0 | Cristóbal Colón (Ñ) | Asteria Mendoza     | 3 de junio | 15:00 |
| General Caballero ZC | 1 - 1 | Independiente       | Hugo Bogado Vaceque | 3 de junio | 15:00 |
| Trinidense           | 0 - 1 | 3 de Febrero CDE    | Martín Torres       | 3 de junio | 15:00 |
| Tacuary              | 0 - 0 | 12 de Octubre (I)   | Luis Alfonso Giagni | 3 de junio | 15:00 |
| Resistencia          | 1 - 0 | River Plate         | Tomás Began Correa  | 3 de junio | 15:00 |
| Carapeguá            | 1 - 1 | Fernando de la Mora | Municipal           | 3 de junio | 15:00 |
| Sport Colombia       | 0 - 0 | Iteño               | Alfonso Colmán      | 3 de junio | 15:00 |
| Caaguazú             | 1 - 0 | Caacupé             | Federico Llamosas   | 3 de junio | 15:00 |

| Fernando de la Mora | 0 - 0 | Resistencia          | Emiliano Ghezzi        | 6 de junio | 17:00 |             |
| River Plate         | 2 - 0 | Deportivo Caaguazú   | River Plate            | 7 de junio | 10:00 | Tigo Sports |
| Independiente       | 1 - 2 | Carapeguá            | Ricardo Gregor         | 7 de junio | 15:00 |             |
| 12 de Octubre (I)   | 1 - 0 | Sport Colombia       | Juan Canuto Pettengill | 7 de junio | 15:00 |             |
| Iteño               | 1 - 0 | Trinidense           | Salvador Morga         | 7 de junio | 15:00 |             |
| 3 de febrero CDE    | 0 - 0 | Liberación           | Antonio Aranda         | 7 de junio | 15:00 |             |
| Cristóbal Colón (Ñ) | 3 - 1 | General Caballero ZC | Pablo Patricio Bogarín | 7 de junio | 15:00 |             |
| Caacupé             | 0 - 1 | Tacuary              | Teniente Fariña        | 7 de junio | 16:00 |             |

| Tacuary              | 1 - 2 | River Plate         | Ricardo Gregor         | 12 de junio | 15:00 |             |
| Sport Colombia       | 0 - 1 | Caacupé             | Alfonso Colmán         | 12 de junio | 15:00 |             |
| Resistencia          | 0 - 0 | Carapeguá           | Tomás Began Correa     | 13 de junio | 15:00 |             |
| General Caballero ZC | 0 - 0 | 3 de febrero CDE    | Hugo Bogado Vaceque    | 14 de junio | 10:00 | Tigo Sports |
| Cristóbal Colón (Ñ)  | 3 - 2 | Independiente       | Pablo Patricio Bogarín | 14 de junio | 15:00 |             |
| Trinidense           | 2 - 2 | 12 de Octubre (I)   | Martín Torres          | 14 de junio | 15:00 |             |
| Liberación           | 1 - 0 | Iteño               | Asteria Mendoza        | 14 de junio | 15:00 |             |
| Caaguazú             | 0 - 0 | Fernando de la Mora | Federico Llamosas      | 14 de junio | 15:00 |             |

| Fernando de la Mora | 0 - 1 | Tacuary              | Emiliano Ghezzi        | 19 de junio | 17:00 |             |
| River Plate         | 0 - 0 | Sport Colombia       | River Plate            | 12 de junio | 10:00 | Tigo Sports |
| Independiente       | 1 - 1 | Resistencia          | Ricardo Gregor         | 12 de junio | 10:00 |             |
| Caacupé             | 3 - 1 | Trinidense           | Teniente Fariña        | 12 de junio | 10:00 |             |
| 12 de Octubre (I)   | 1 - 0 | Liberación           | Juan Canuto Pettengill | 12 de junio | 15:00 |             |
| Iteño               | 0 - 3 | General Caballero ZC | Salvador Morga         | 12 de junio | 15:00 |             |
| 3 de Febrero CDE    | 3 - 0 | Cristóbal Colón (Ñ)  | Antonio Aranda         | 12 de junio | 15:00 |             |
| Carapeguá           | 0 - 0 | Caaguazú             | Municipal              | 12 de junio | 15:00 |             |

| Tacuary              | 1 - 2 | Carapeguá           | Emiliano Ghezzi        | 26 de junio | 15:00 |             |
| General Caballero ZC | 2 - 1 | 12 de Octubre (I)   | Hugo Bogado Vaceque    | 27 de junio | 10:00 |             |
| Trinidense           | 2 - 2 | River Plate         | Martín Torres          | 28 de junio | 10:00 | Tigo Sports |
| Sport Colombia       | 1 - 3 | Fernando de la Mora | Alfonso Colmán         | 28 de junio | 10:00 |             |
| 3 de Febrero CDE     | 1 - 0 | Independiente       | Antonio Aranda         | 28 de junio | 15:00 |             |
| Cristóbal Colón (Ñ)  | 2 - 3 | Iteño               | Pablo Patricio Bogarín | 28 de junio | 15:00 |             |
| Liberación           | 1 - 1 | Caacupé             | Asteria Mendoza        | 28 de junio | 15:00 |             |
| Caaguazú             | 0 - 0 | Resistencia         | Federico Llamosas      | 28 de junio | 15:00 |             |

| 12 de Octubre (I)   | 2 - 3 | Cristóbal Colón (Ñ)  | Juan Canuto Pettengill | 3 de julio | 15:00 |             |
| Fernando de la Mora | 2 - 1 | Trinidense           | Emiliano Ghezzi        | 4 de julio | 10:00 |             |
| River Plate         | 3 - 0 | Liberación           | River Plate            | 5 de julio | 10:00 | Tigo Sports |
| Independiente       | 0 - 1 | Caaguazú             | Ricardo Gregor         | 5 de julio | 10:00 |             |
| Iteño               | 0 - 0 | 3 de febrero CDE     | Salvador Morga         | 5 de julio | 15:00 |             |
| Resistencia         | 0 - 0 | Tacuary              | Tomás Began Correa     | 5 de julio | 15:00 |             |
| Carapeguá           | 1 - 1 | Sport Colombia       | Municipal              | 5 de julio | 15:00 |             |
| Caacupé             | 1 - 1 | General Caballero ZC | Teniente Fariña        | 5 de julio | 15:30 |             |

| Resistencia         | 1 - 1 | Sport Colombia       | Tomás Began Correa     | 18 de julio | 15:00 |             |
| Fernando de la Mora | 3 - 0 | Liberación           | Emiliano Ghezzi        | 18 de julio | 15:00 |             |
| River Plate         | 1 - 2 | General Caballero ZC | River Plate            | 19 de julio | 10:00 | Tigo Sports |
| Iteño               | 1 - 1 | Independiente        | Salvador Morga         | 19 de julio | 15:00 |             |
| 12 de Octubre (I)   | 0 - 1 | 3 de Febrero CDE     | Juan Canuto Pettengill | 19 de julio | 15:00 |             |
| Carapeguá           | 1 - 1 | Trinidense           | Municipal              | 19 de julio | 15:00 |             |
| Caaguazú            | 1 - 0 | Tacuary              | Federico Llamosas      | 19 de julio | 15:00 |             |
| Caacupé             | 4 - 3 | Cristóbal Colón (Ñ)  | Teniente Fariña        | 19 de julio | 15:15 |             |

| Independiente        | 3 - 1 | Tacuary             | Ricardo Gregor         | 24 de julio | 15:00 |             |
| 3 de febrero CDE     | 1 - 1 | Caacupé             | Antonio Aranda         | 24 de julio | 17:00 |             |
| General Caballero ZC | 2 - 3 | Fernando de la Mora | Hugo Bogado Vaceque    | 25 de julio | 10:00 | Tigo Sports |
| Sport Colombia       | 0 - 2 | Caaguazú            | Alfonso Colmán         | 25 de julio | 10:00 |             |
| Trinidense           | 0 - 1 | Resistencia         | Martín Torres          | 25 de julio | 15:00 |             |
| Liberación           | 1 - 0 | Carapeguá           | Asteria Mendoza        | 25 de julio | 15:00 |             |
| Cristóbal Colón (Ñ)  | 0 - 0 | River Plate         | Pablo Patricio Bogarín | 25 de julio | 15:00 |             |
| Iteño                | 1 - 1 | 12 de Octubre (I)   | Salvador Morga         | 25 de julio | 15:00 |             |

| 12 de Octubre (I)   | 1 - 4 | Independiente        | Juan Canuto Pettengill | 29 de julio | 15:00 |             |
| River Plate         | 0 - 0 | 3 de febrero CDE     | River Plate            | 29 de julio | 15:00 | Tigo Sports |
| Fernando de la Mora | 1 - 2 | Cristóbal Colón (Ñ)  | Emiliano Ghezzi        | 29 de julio | 15:00 |             |
| Carapeguá           | 1 - 2 | General Caballero ZC | Municipal              | 29 de julio | 15:00 |             |
| Resistencia         | 2 - 0 | Liberación           | Tomás Began Correa     | 29 de julio | 15:00 |             |
| Caaguazú            | 1 - 0 | Trinidense           | Federico Llamosas      | 29 de julio | 15:00 |             |
| Tacuary             | 0 - 1 | Sport Colombia       | Ricardo Gregor         | 29 de julio | 15:00 |             |
| Caacupé             | 0 - 0 | Iteño                | Teniente Fariña        | 29 de julio | 15:15 |             |

| Iteño                | 3 - 0 | River Plate         | Salvador Morga         | 2 de agosto | 10:00 | Tigo Sports |
| 3 de febrero CDE     | 0 - 1 | Fernando de la Mora | Antonio Aranda         | 2 de agosto | 15:00 |             |
| General Caballero ZC | 0 - 0 | Resistencia         | Hugo Bogado Vaceque    | 2 de agosto | 15:00 |             |
| Trinidense           | 1 - 0 | Tacuary             | Martín Torres          | 2 de agosto | 15:00 |             |
| Independiente        | 4 - 1 | Sport Colombia      | Ricardo Gregor         | 2 de agosto | 15:00 |             |
| 12 de Octubre (I)    | 1 - 4 | Caacupé             | Juan Canuto Pettengill | 2 de agosto | 15:00 |             |
| Liberación           | 1 - 0 | Caaguazú            | Asteria Mendoza        | 2 de agosto | 15:00 |             |
| Cristóbal Colón (Ñ)  | 3 - 1 | Carapeguá           | Pablo Patricio Bogarín | 2 de agosto | 15:00 |             |

| Fernando de la Mora | 1 - 0 | Iteño                | Emiliano Ghezzi    | 8 de agosto | 10:00 | Tigo Sports |
| Resistencia         | 0 - 2 | Cristóbal Colón (Ñ)  | Tomás Began Correa | 8 de agosto | 15:00 |             |
| Tacuary             | 1 - 3 | Liberación           | Martín Torres      | 9 de agosto | 10:00 |             |
| Sport Colombia      | 1 - 0 | Trinidense           | Alfonso Colmán     | 9 de agosto | 10:00 |             |
| River Plate         | 1 - 1 | 12 de Octubre (I)    | River Plate        | 9 de agosto | 15:00 |             |
| Carapeguá           | 1 - 1 | 3 de febrero CDE     | Municipal          | 9 de agosto | 15:00 |             |
| Caaguazú            | 2 - 2 | General Caballero ZC | Federico Llamosas  | 9 de agosto | 15:00 |             |
| Caacupé             | 3 - 1 | Independiente        | Teniente Fariña    | 9 de agosto | 15:15 |             |

| Independiente        | 1 - 1 | Trinidense          | Ricardo Gregor         | 15 de agosto | 15:00 |             |
| General Caballero ZC | 1 - 0 | Tacuary             | Hugo Bogado Vaceque    | 15 de agosto | 15:00 |             |
| 3 de Febrero CDE     | 2 - 0 | Resistencia         | Antonio Aranda         | 15 de agosto | 15:00 |             |
| 12 de Octubre (I)    | 0 - 2 | Fernando de la Mora | Juan Canuto Pettengill | 15 de agosto | 16:15 | Tigo Sports |
| Liberación           | 2 - 2 | Sport Colombia      | Asteria Mendoza        | 16 de agosto | 15:00 |             |
| Cristóbal Colón (Ñ)  | 0 - 0 | Caaguazú            | Pablo Patricio Bogarín | 16 de agosto | 15:00 |             |
| Iteño                | 2 - 1 | Carapeguá           | Salvador Morga         | 16 de agosto | 15:00 |             |
| Caacupé              | 0 - 1 | River Plate         | Teniente Fariña        | 16 de agosto | 15:30 |             |

| River Plate         | 2 - 0 | Independiente        | River Plate        | 22 de agosto | 15:00 | Tigo Sports |
| Fernando de la Mora | 3 - 0 | Caacupé              | Emiliano Ghezzi    | 22 de agosto | 15:00 |             |
| Carapeguá           | 1 - 1 | 12 de Octubre (I)    | Municipal          | 22 de agosto | 15:00 |             |
| Resistencia         | 3 - 1 | Iteño                | Tomás Began Correa | 22 de agosto | 15:00 |             |
| Tacuary             | 1 - 0 | Cristóbal Colón (Ñ)  | Toribio Vargas     | 22 de agosto | 15:00 |             |
| Sport Colombia      | 2 - 1 | General Caballero ZC | Alfonso Colmán     | 22 de agosto | 15:00 |             |
| Trinidense          | 2 - 1 | Liberación           | Martín Torres      | 22 de agosto | 15:00 |             |
| Caaguazú            | 1 - 1 | 3 de febrero CDE     | Federico Llamosas  | 23 de agosto | 15:00 |             |

| River Plate          | 2 - 1 | Fernando de la Mora | River Plate            | 26 de agosto | 15:00 | Tigo Sports |
| Independiente        | 2 - 1 | Liberación          | Ricardo Gregor         | 26 de agosto | 15:00 |             |
| General Caballero ZC | 2 - 1 | Trinidense          | Hugo Bogado Vaceque    | 26 de agosto | 15:00 |             |
| Cristóbal Colón (Ñ)  | 2 - 2 | Sport Colombia      | Pablo Patricio Bogarín | 26 de agosto | 15:00 |             |
| 3 de febrero CDE     | 0 - 0 | Tacuary             | Antonio Aranda         | 26 de agosto | 15:00 |             |
| Iteño                | 1 - 1 | Caaguazú            | Salvador Morga         | 26 de agosto | 15:00 |             |
| 12 de Octubre (I)    | 1 - 0 | Resistencia         | Juan Canuto Pettengill | 26 de agosto | 15:00 |             |
| Caacupé              | 4 - 0 | Carapeguá           | Teniente Fariña        | 26 de agosto | 15:30 |             |

| Fernando de la Mora | 2 - 0 | Independiente        | Emiliano Ghezzi    | 29 de agosto | 15:00 | Tigo Sports |
| Liberación          | 2 - 1 | General Caballero ZC | Asteria Mendoza    | 30 de agosto | 15:00 |             |
| Carapeguá           | 2 - 3 | River Plate          | Municipal          | 30 de agosto | 15:00 |             |
| Resistencia         | 4 - 1 | Caacupé              | Tomás Began Correa | 30 de agosto | 15:00 |             |
| Tacuary             | 1 - 0 | Iteño                | Toribio Vargas     | 30 de agosto | 15:00 |             |
| Sport Colombia      | 0 - 0 | 3 de febrero CDE     | Alfonso Colmán     | 30 de agosto | 15:00 |             |
| Trinidense          | 1 - 2 | Cristóbal Colón (Ñ)  | Martín Torres      | 30 de agosto | 15:00 |             |
| Caaguazú            | 2 - 1 | 12 de Octubre (I)    | Federico Llamosas  | 30 de agosto | 15:00 |             |

| Fernando de la Mora | 3 - 0 | Carapeguá            | Emiliano Ghezzi        | 5 de septiembre | 10:00 | Tigo Sports |
| Independiente       | 0 - 1 | General Caballero ZC | Ricardo Gregor         | 5 de septiembre | 15:00 |             |
| River Plate         | 2 - 2 | Resistencia          | River Plate            | 5 de septiembre | 15:00 |             |
| Iteño               | 0 - 1 | Sport Colombia       | Salvador Morga         | 5 de septiembre | 15:00 |             |
| 12 de Octubre (I)   | 2 - 1 | Tacuary              | Juan Canuto Pettengill | 5 de septiembre | 15:00 |             |
| 3 de febrero CDE    | 0 - 0 | Trinidense           | Antonio Aranda         | 5 de septiembre | 17:00 |             |
| Cristóbal Colón (Ñ) | 2 - 2 | Liberación           | Luis Alfonso Giagni    | 6 de septiembre | 15:00 |             |
| Caacupé             | 2 - 0 | Caaguazú             | Teniente Fariña        | 6 de septiembre | 15:30 |             |

| Caaguazú             | 1 - 2 | River Plate         | Federico Llamosas   | 9 de septiembre | 15:00 |
| Tacuary              | 0 - 2 | Caacupé             | Toribio Vargas      | 9 de septiembre | 15:00 |
| Trinidense           | 1 - 1 | Iteño               | Martín Torres       | 9 de septiembre | 15:00 |
| General Caballero ZC | 3 - 2 | Cristóbal Colón (Ñ) | Hugo Bogado Vaceque | 9 de septiembre | 15:00 |
| Sport Colombia       | 0 - 0 | 12 de Octubre (I)   | Alfonso Colmán      | 9 de septiembre | 15:00 |
| Carapeguá            | 4 - 0 | Independiente       | Municipal           | 9 de septiembre | 15:15 |
| Resistencia          | 1 - 0 | Fernando de la Mora | Tomás Began Correa  | 9 de septiembre | 15:15 |
| Liberación           | 1 - 0 | 3 de febrero CDE    | Asteria Mendoza     | 9 de septiembre | 15:15 |

| River Plate         | 0 - 0 | Tacuary              | River Plate            | 12 de septiembre | 15:00 | Tigo Sports |
| Independiente       | 4 - 1 | Cristóbal Colón (Ñ)  | Ricardo Gregor         | 13 de septiembre | 10:00 |             |
| 3 de febrero CDE    | 0 - 0 | General Caballero ZC | Antonio Aranda         | 13 de septiembre | 15:00 |             |
| Iteño               | 2 - 1 | Liberación           | Salvador Morga         | 13 de septiembre | 15:00 |             |
| 12 de Octubre (I)   | 3 - 3 | Trinidense           | Juan Canuto Pettengill | 13 de septiembre | 15:00 |             |
| Fernando de la Mora | 1 - 2 | Caaguazú             | General Adrián Jara    | 13 de septiembre | 15:15 |             |
| Carapeguá           | 0 - 1 | Resistencia          | Municipal              | 13 de septiembre | 15:15 |             |
| Caacupé             | 1 - 4 | Sport Colombia       | Teniente Fariña        | 13 de septiembre | 15:30 |             |

| Sport Colombia       | 1 - 1 | River Plate         | Alfonso Colmán         | 19 de septiembre | 15:00 | Tigo Sports |
| Tacuary              | 0 - 0 | Fernando de la Mora | Toribio Vargas         | 19 de septiembre | 15:00 |             |
| Trinidense           | 1 - 0 | Caacupé             | Martín Torres          | 19 de septiembre | 15:00 |             |
| General Caballero ZC | 2 - 1 | Iteño               | Hugo Bogado Vaceque    | 19 de septiembre | 15:00 |             |
| Caaguazú             | 3 - 0 | Carapeguá           | Federico Llamosas      | 19 de septiembre | 15:00 |             |
| Cristóbal Colón      | 3 - 1 | 3 de febrero CDE    | Pablo Patricio Bogarín | 19 de septiembre | 15:00 |             |
| Resistencia          | 1 - 2 | Independiente       | Coronel Félix Cabrera  | 19 de septiembre | 15:00 |             |
| Liberación           | 5 - 0 | 12 de Octubre (I)   | Asteria Mendoza        | 19 de septiembre | 15:00 |             |

| River Plate         | 3 - 3 | Trinidense           | River Plate            | 26 de septiembre | 15:30 |             |
| Independiente       | 0 - 0 | 3 de febrero (CDE)   | Ricardo Gregor         | 26 de septiembre | 15:30 |             |
| Resistencia         | 2 - 2 | Caaguazú             | Coronel Félix Cabrera  | 26 de septiembre | 15:30 |             |
| Iteño               | 2 - 1 | Cristóbal Colón (Ñ)  | Salvador Morga         | 26 de septiembre | 15:30 |             |
| 12 de Octubre (I)   | 1 - 2 | General Caballero ZC | Juan Canuto Pettengill | 26 de septiembre | 15:30 | Tigo Sports |
| Fernando de la Mora | 0 - 4 | Sport Colombia       | Emiliano Ghezzi        | 26 de septiembre | 15:30 |             |
| Carapeguá           | 0 - 4 | Tacuary              | Municipal              | 26 de septiembre | 15:30 |             |
| Caacupé             | 1 - 2 | Liberación           | Teniente Fariña        | 26 de septiembre | 15:30 |             |

| Tacuary              | 2 - 3 | Resistencia         | Toribio Vargas         | 1 de octubre | 15:30 |             |
| 3 de febrero CDE     | 0 - 1 | Iteño               | Antonio Aranda         | 2 de octubre | 15:30 |             |
| Trinidense           | 1 - 3 | Fernando de la Mora | Martín Torres          | 3 de octubre | 10:00 |             |
| General Caballero ZC | 4 - 3 | Caacupé             | Hugo Bogado Vaceque    | 3 de octubre | 10:00 | Tigo Sports |
| Liberación           | 3 - 1 | River Plate         | Asteria Mendoza        | 3 de octubre | 10:00 |             |
| Sport Colombia       | 4 - 4 | Carapeguá           | Alfonso Colmán         | 3 de octubre | 10:00 |             |
| Cristóbal Colón (Ñ)  | 0 - 0 | 12 de Octubre (I)   | Pablo Patricio Bogarín | 3 de octubre | 15:30 |             |
| Caaguazú             | 5 - 2 | Independiente       | Federico Llamosas      | 4 de octubre | 16:15 |             |